# Urania leilus
Urania leilus — дневная бабочка из семейства ураний (Uraniidae). 

## Описание
Размах крыльев 50—70 мм. Основной фон крыльев — чёрный, с переливчатой сине-зеленоватой окраской. Окраской сходна с Urania fulgens, но в отличие от последней, у Urania leilus на задних крыльях белая пигментация доходит до нижней трети крыла.

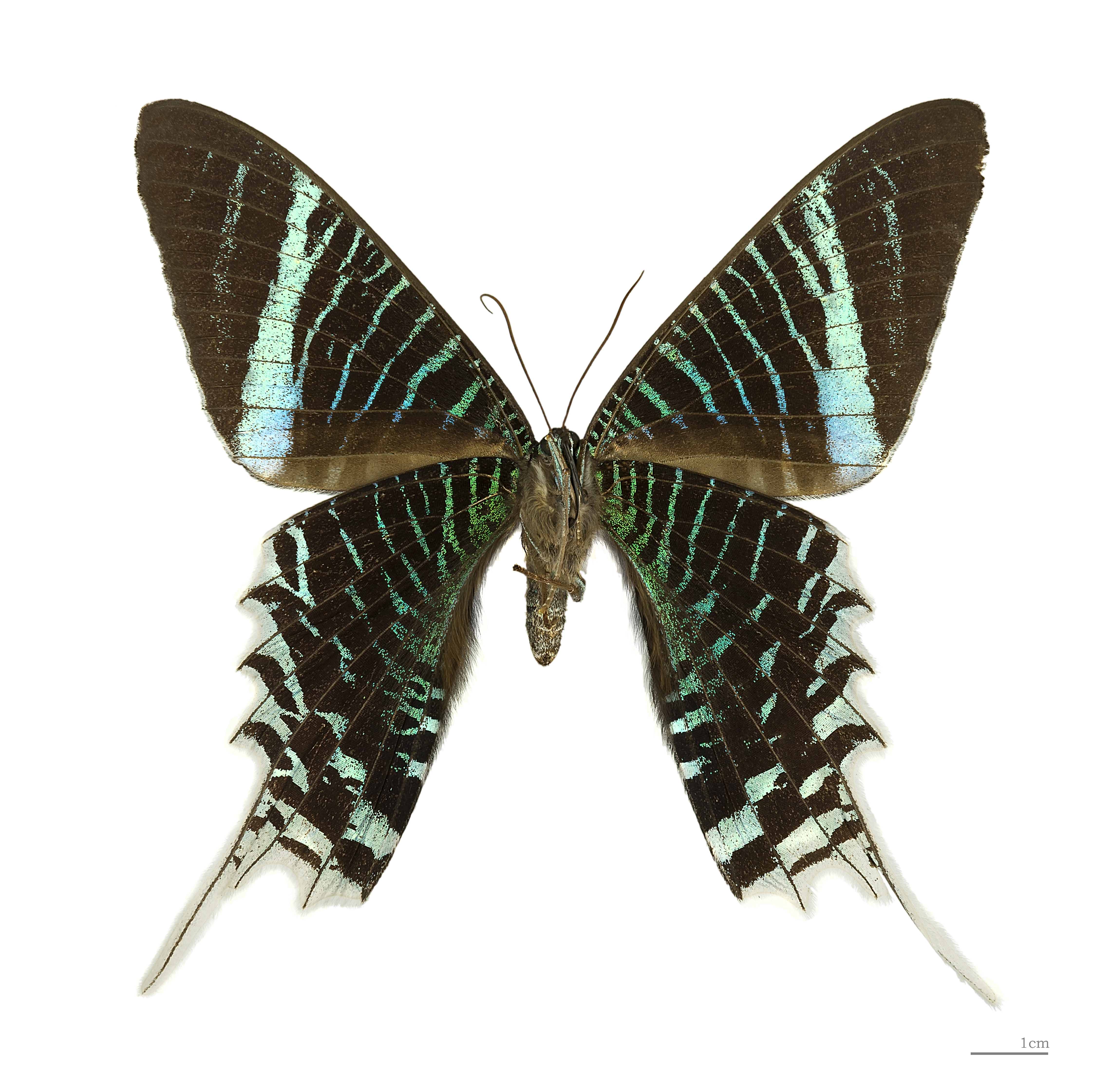
Нижняя сторона крыльев

## Ареал
Обитает в тропической Южной Америке к востоку от Анд, в том числе — Суринам, Французская Гвиана, восток Колумбии, Венесуэла, восток Эквадора, Бразилия, север Боливии, восток Перу и Тринидад. Был зафиксирован, как залётный вид в Центральной и Северной Америке, на Малых Антильских островах, таких как Сент-Китс, Барбадос и Доминика.

## Гусеницы
Гусеницы окрашены в чёрно-бело-синие цвета. Их кормовые растения относятся к роду Omphalea.